# Vincent d'Indy

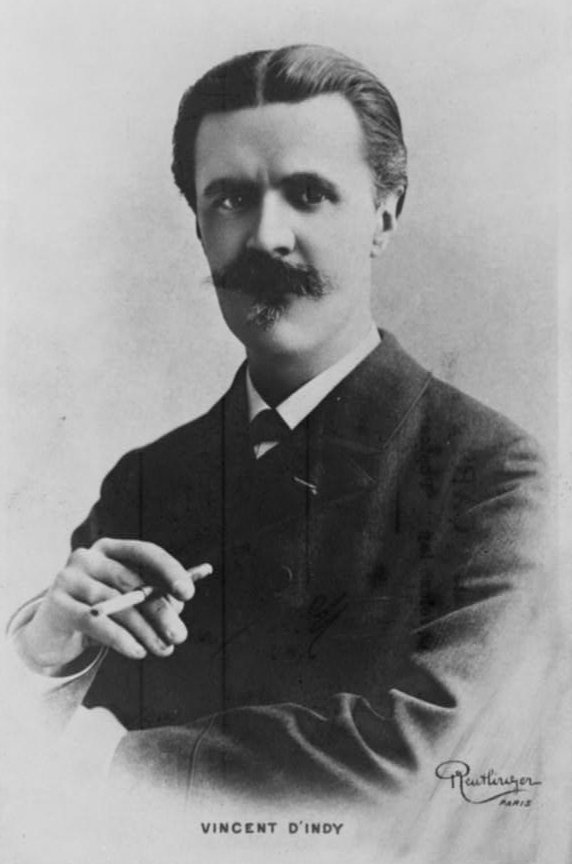
Vincent d'Indy.

Paul Marie Théodore Vincent d'Indy, född den 27 mars 1851 i Paris, död där den 2 december 1931, var en  fransk baron och tonsättare.

## Biografi
d'Indy, som var elev av César Franck med flera, var 1875-80 kördirigent hos Colonne och blev 1887 kördirigent vid Lamoureuxkonserterna, 1891 ordförande i Société nationale de la musique och 1896 direktör för Schola cantorum (stiftad av honom jämte Alexandre Guilmant och Charles Bordes) samt var även inspektör över sångundervisningen i Paris. Han hyllade den Liszt-Wagnerska riktningen, odlade gärna programmusiken och strävade efter nya formbildningar och klangkombinationer. Hans musikaliska vetande och teknik var betydande. 
d'Indy skrev det med staden Paris pris 1885 belönade körverket Le chant de la cloche (till egna ord), symfoniska dikter (Wallenstein, trilogi, 1886, Jean Hunyade, La forêt enchantée med flera), symfonier, sviter, operorna Fervaal (till egen text, 1897), Médée (1898) och L’étranger (till egen text, 1903) med flera, körverk, sånger, kammarmusik, pianostycken och så vidare. Han var kompositionslärare till Helena Munktell och blev 1910 ledamot av Kungliga Musikaliska Akademien.

## Utmärkelser
Asteroiden 11530 d'Indy är uppkallad efter honom.
- Storofficer av Hederslegionen,  10 januari 1931
- Kommendör av Kronorden
- Kommendör av Karl III:s orden
- Storofficer av Leopoldsorden

[Redigera Wikidata]